# Heinrich Kurtzig
Heinrich Kurtzig (geboren 2. Mai 1865 in Inowrocław, Provinz Posen, Königreich Preußen; gestorben 17. Juni 1946 in Casablanca, Französisch-Marokko) war ein jüdisch-deutscher Kaufmann, Schriftsteller und Zeitschriftenchefredakteur. Er war der wichtigste Autor von belletristischen Beschreibungen über jüdisches Leben in der deutschen Provinz Posen.

## Leben
Heinrich Kurtzig stammte aus einer wohlhabenden jüdischen Familie. Der Vater Aron Abraham Kurtzig (1823–1904) besaß eine Ölmühle in Inowraclaw und war Millionär, die Mutter Emma, geborene Kühlbrand, gehörte zu einer gebildeten Familie. Heinrich Kurtzig besuchte das Gymnasium in seiner Heimatstadt und war seit 1882 als Kaufmann tätig, vor allem in der Ölmühle seines Vaters. 1898 meldete er einen Fahrstuhl-Buffer als Patent in Deutschland und den USA an.  1904 übernahm er die Ölmühle des Vaters nach dessen Tod.
1905 zog Heinrich Kurtzig nach Charlottenburg bei Berlin, wo er als Direktionsbeamter tätig war. 1907 gründete er einen Verlag, den er nach wenigen Jahren in eine Agentur umwandelte.
Danach war er vor allem als Kaufmann tätig.
Seit etwa 1925 war Heinrich Kurtzzig in mehreren jüdischen Organisationen aktiv und wandte sich besonders publizistischen Tätigkeiten zu seiner früheren Heimat der Provinz Posen zu, die inzwischen zu Polen gehörte. Er gab die Posener Heimatblätter seit 1926 heraus. Mit seinen beiden Büchern Ostdeutsches Judentum (1927) und Dorfjuden (1928) über das jüdische Leben im Posener Land erhielt er einige Aufmerksamkeit.
Im März 1939 emigrierte Heinrich Kurtzig mit seiner Familie nach Marokko, wo seine Tochter lebte. Von September bis Dezember 1939 wurde er als ehemaliger deutscher Staatsbürger interniert, im Mai 1940 unter Hausarrest gestellt.
1941 konnte er als Außenhandelskaufmann tätig sein. Von März 1942 bis Februar 1943 wurde er erneut interniert. 1946 starb er in Casablanca.

## Schriftstellerisches Wirken
Heinrich Kurtzig veröffentlichte 1886 seine ersten beiden Werke, unter dem Pseudonym Bogumil Curtius. Diese waren auch vom Stil des Humoristen Julius Stettenheim beeinflusst. In dieser Zeit gehörte er zur Breslauer Dichterschule.
Seit 1925 veröffentlichte er mehrere Bücher über das Leben der jüdischen Bevölkerung in der ehemaligen preußischen Provinz Posen, die seit 1919 zu Polen gehörte. Darin beschrieb er vor allem die Schwierigkeiten und Benachteiligungen, die sie in vielen Lebensbereichen ertragen mussten, aber auch Erfolge und Humorvolles.
In seinem Buch Ostdeutsches Judentum. Tradition einer Familie (1927) schilderte er das Leben mehrerer Verwandten und Vorfahren, auch seines Vaters Aron Kurtzig, dem es als Zuwanderer gelang, sich eine erfolgreiche Existenz aufzubauen, die von Antisemitismus noch weitgehend frei war.
In seinem Buch Dorfjuden (1928) schilderte er sehr humorvoll Freud und Leid der jüdischen Bevölkerung. Dieses gehörte zu den Büchern, die 1933 verbrannt wurden.
1934 veröffentlichte er noch eine humoristische Nachdichtung von Homers Odyssee.

## Werke (Auswahl)
- Fidele Landpartie, 1887, als Bogumil Curtius
- Hohe Dilettanten, Lustspiel, 1887, als Bogumil Curtius
- Unseren Helden. Vor der Marne – im Gefecht 9. September 1914. Gedicht. 1914.
- Ostdeutsches Judentum. Tradition einer Familie. Vorwort Erdmann Graeser. Eulitz, Stolp 1927. Digitalisat
- Dorfjuden. Ernstes und Heiteres von ostischen Leuten. Poppelauer, Berlin 1928. Neudruck  2017, ISBN 978-3-942836-11-1.
- Kaufmann Frank. Geschichte eines Lebens. Engel, Leipzig 1929.
- An der Grenze. Kulturgeschichtliche Erzählung. Engel, Leipzig 1931.
- Liebes- und Irrfahrten nach Homers Odyssee. Wieder mal etwas Heiteres. Vorwort Thassilo von Scheffer. Engel, Leipzig 1934 u. Loewe, Berlin 1937.

## Familie
Vorfahren und Verwandte
Heinrich Kurtzig hatte vor allem mütterlicherseits einige bekannte Vorfahren und Verwandte, die er in seinem Buch Ostdeutsches Judentum (1928) ausführlich beschrieb.
- Saul Wahl, Bankier und legendenhafter eintägiger König von Polen
- Dr. Gottlieb Kühlbrand, Arzt, wahrscheinlich erster jüdischer Träger des Roten Adlerordens, Großvater[6]
- Michael Salomon, 1841 erster protestantischer Bischof von Jerusalem, Großonkel
- Johanna Neumann, Schriftstellerin, Tante
- Henny Bock-Neumann, Übersetzerin, Cousine
- Louis Alexander Gratz (Grätz), Rechtsanwalt, Major im amerikanischen Bürgerkrieg, Cousin

Ehe und Nachkommen
Heinrich Kurtzig war mit Ida Freudenthal verheiratet. Nachkommen waren
- Eva Less (1897–1966)
- Dr. rer. pol. Käthe Moses (1900–1991), Ökonomin und Politologin
  - Stéphane Mosès, Literaturwissenschaftler, deren Sohn